# André de Kerchove de Denterghem

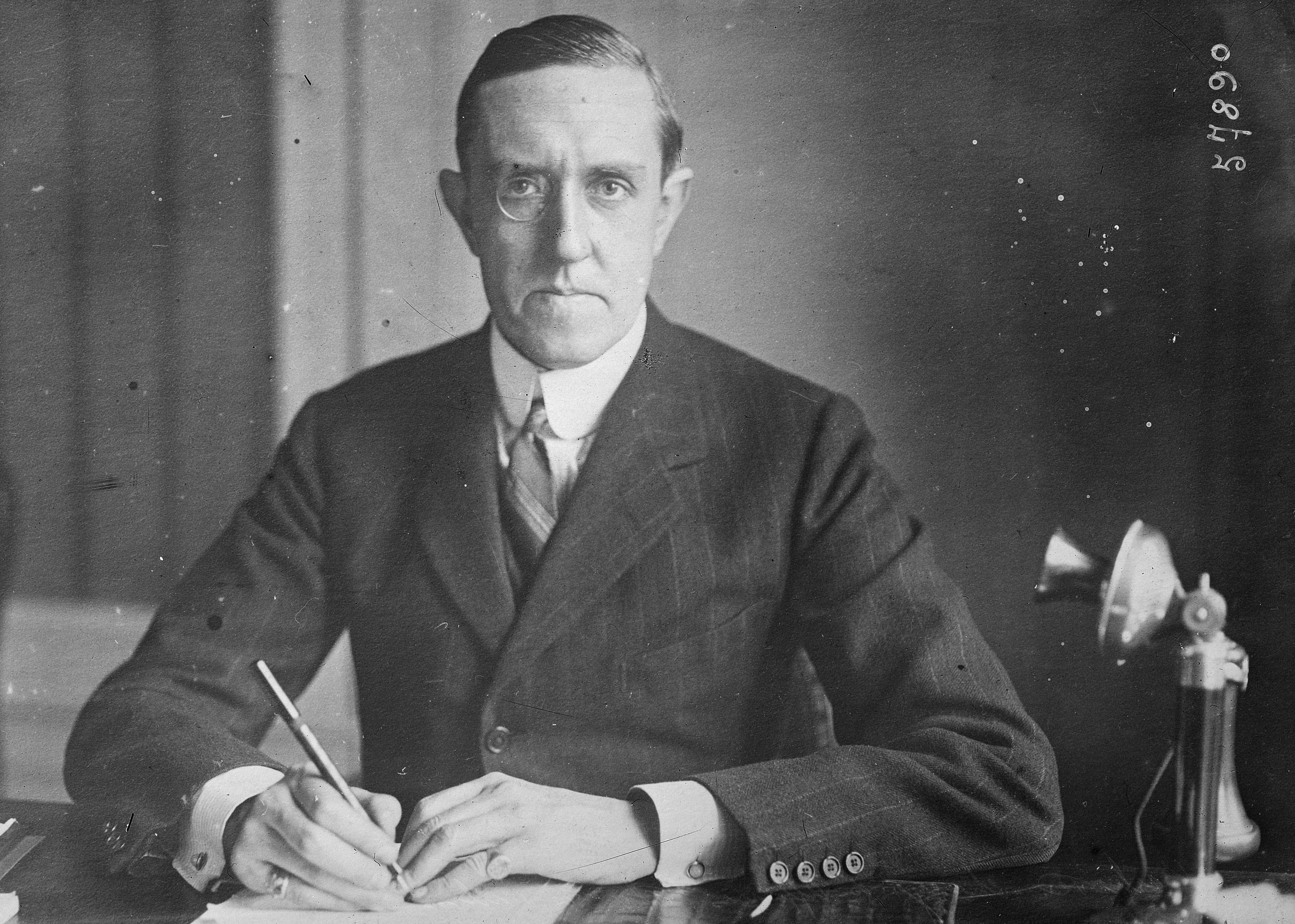
André de Kerchove de Denterghem (1920)

André de Kerchove de Denterghem (* 16. Oktober 1885 in Gent; † 24. Mai 1945 in Brüssel) war ein belgischer liberaler Politiker und Botschafter.

## Leben
André de Kerchove de Denterghem war der Sohn von Oswald de Kerchove de Denterghem , wurde zum Doktor der Rechtswissenschaften promoviert.
1911 wurde sein Sohn Charles  (* 1911; † 1983) geboren., 1920 war er Geschäftsträger der belgischen Regierung in Berlin, von 1921 bis 1929 war er der Gouverneur von Ostflandern und von 1928 bis 1932 Senator.
Ab 1931 war De Kerchove  Minister, ab 1935 außerordentlicher Gesandter und bevollmächtigter Minister der belgischen Regierung bei der Regierung des Deutschen Reichs in Berlin. Von 1935 bis 1937, als Gesandter in Paris, äußerte er sich zum kontroversen Thema der Unabhängigkeit der belgischen Politik. Von 1935 bis 13. Juni 1936 war Paul-Henri Spaak Außenminister im Kabinett von Paul van Zeeland. Spaak versuchte bei einer Audienz bei Leopold III. die Versetzung von de Kerchove von Paris nach Rom, mit der Drohung der Skandalisierung des Privatlebens des Grafen in Paris durchzusetzen. Ab 1936 forderte Benito Mussolini, für die Akkreditierungsschreiben im faschistischen Italien, dass Viktor Emanuel III. als König von Abessinien betitelt wurde.
Die Akkreditierung von Botschaftern im faschistischen Staat war an die formale Anerkennung der Okkupation von Abessiniens geknüpft. Da das Deutsche Reich Haile Selassie mit Waffen unterstützte und angesichts der kolonialen Praxis der belgische Monarchen im Kongo, führte de Kerchove den Kotau aus. Die Aufnahme des Deutschen Reichs in den Völkerbund, durch die Verträge von Locarno, das Infragestellen der kapitalistischen Gesellschaftsform im spanischen Bürgerkrieg einte die belgische, französische und der italienische Außenpolitik im Systemerhalt. Galeazzo Ciano übermittelte über De Kerchove seine Kenntnisse über Pläne der Wehrmacht für den Angriff auf Belgien.